# Yasuaki Katō
Yasuaki Katō (jap. 加藤 泰明, Katō Yasuaki; * 10. April 1976 in der Präfektur Shizuoka) ist ein ehemaliger japanischer Fußballspieler.

## Karriere
Katō erlernte das Fußballspielen in der Schulmannschaft der Shimizu Commercial High School. Seinen ersten Vertrag unterschrieb er 1995 bei Nagoya Grampus Eight. Der Verein spielte in der höchsten Liga des Landes, der J1 League. 1995 gewann er mit dem Verein den Kaiserpokal. 1996 wurde er mit dem Verein Vizemeister der J1 League. Für den Verein absolvierte er sechs Erstligaspiele. Ende 1997 beendete er seine Karriere als Fußballspieler.

## Erfolge
Nagoya Grampus Eight
- J1 League

Vizemeister: 1996
- Kaiserpokal

Sieger: 1995